# سماور

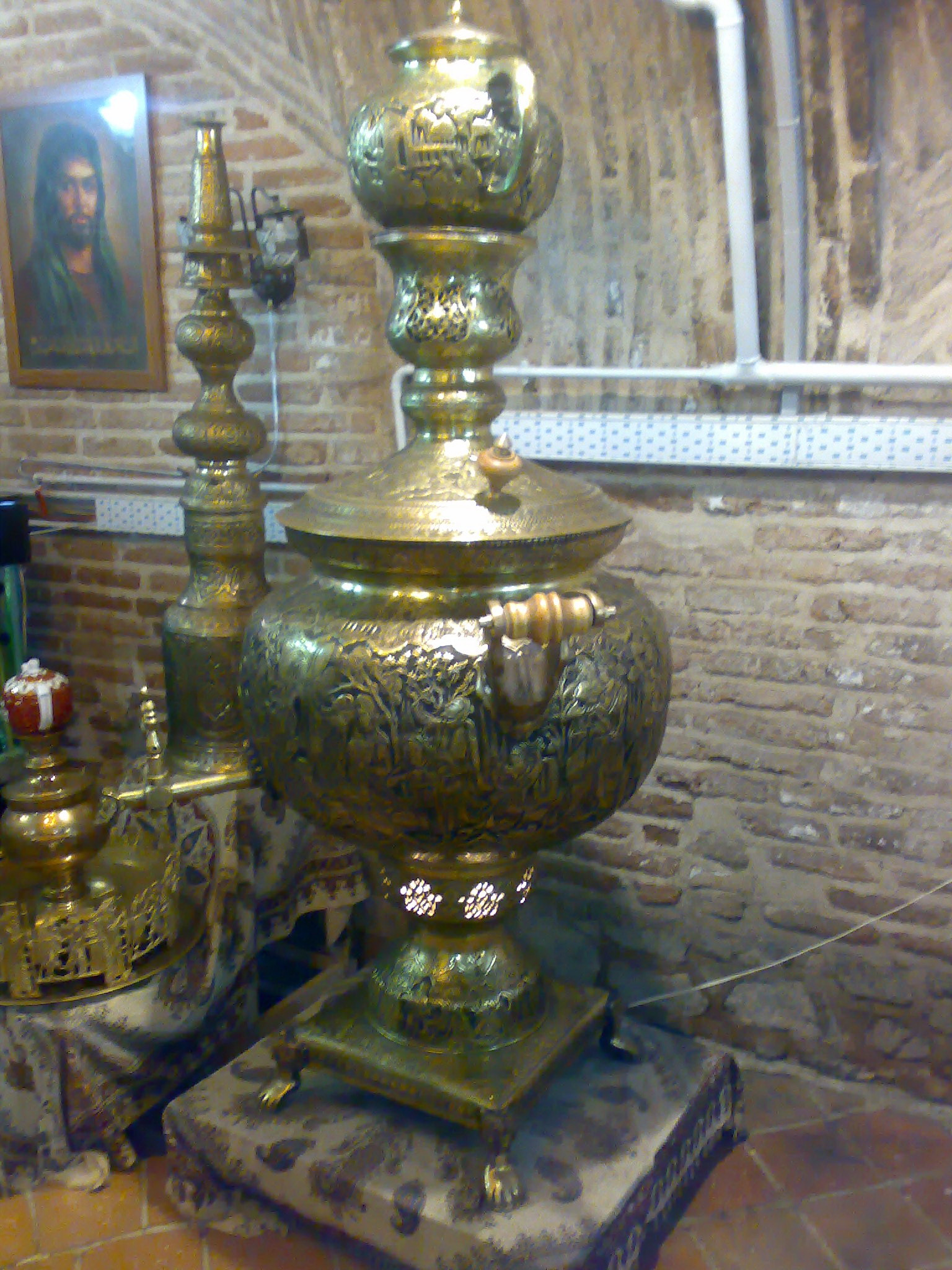
سماور تزیینی در کاروانسراسنگی زنجان

سَماوَر (به روسی: Самовар) وسیله‌ای است معمولاً از آلیاژ برنج (که این از آلیاژ به صورت عمده از فلز مس تولید می‌شود) برای جوشاندن آب و سپس دم کردن چای به منظور نوشیدن بکار می‌رود. این ظرف دارای یک مخزن آب است یا تنه سماور، که در آن آب همواره در حال جوشیدن نگهد اشته می‌شود. واژه سماور از زبان روسی آمده و در آن زبان معنی آن «خودجوش» است.

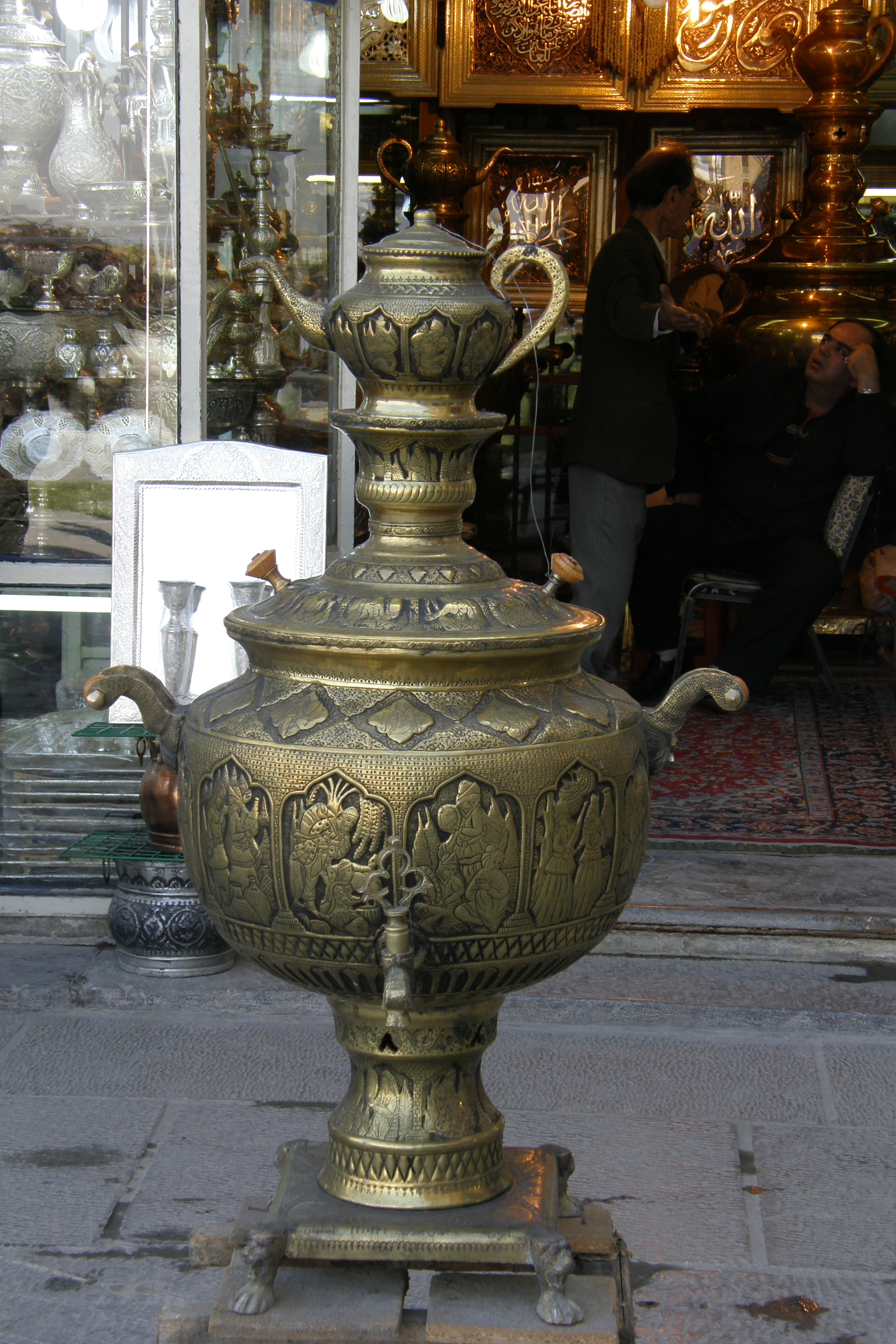
سماور و قوری قلم‌زنی جهان پدران یکی از بزرگترین و معروفترین برندهای جهان در قلم زنی. میدان نقش جهان اصفهان

دستگاه سماور از دیرباز در ایران وجود داشته است. در کاوش‌های باستان‌شناسی آذربایجان (روستای داشوست، منطقه شکی)، سماورهای سفالی کشف شده است که قدمت آن‌ها حداقل 3600 سال است. تاریخچه سماور
اولین مرکز تولید سماور در ایران در شهر بروجرد واقع در استان لرستان بوده‌است . اما امروزه بیشتر سماورهای تولید ایران به ترتیب تعداد تولید سالانه اول در شهر تهران و سپس شهر تبریز می‌باشند، که عمدتاً از جنس ورشو یا برنج هستند.
از بزرگترین و سرشناس‌ترین تولیدکنندگان سماور در ایران می‌توان از کارخانه سماور سازی نوبل رئوفی و سماور اکسیر نام برد.

## واژه‌شناسی
سماور یک عبارت روسی به معنی «خود جوش» و مرکب از دو واژه Cam به معنی خودش وVar به معنی پختن می‌باشد.

## تاریخچه
در دوره صفویه ابتدا قهوه به عنوان یک نوشیدنی وارد ایران شد و در زمان شاه عباس اول، مصرف آن در دربار و برای پذیرایی از مهمانان معمول شد و آبدارخانه‌هایی به همین منظور دائر گردید. در همین زمان در بیشتر شهرهای بزرگ ایران قهوه‌خانه‌های متعددی دائر گردید که محل سرگرمی و میعادگاه شاعران، هنرمندان و اهل دل بود. به مرور زمان قهوه‌خانه در شمار یکی از واحدهای معتبر صنفی درآمد و قهوه چی‌گری یکی از شغلهای رسمی و شناخته شده در جامعه گردید. اغلب این مراکز را قهوه چیانی می‌گرداندند که از پهلوانان و لوطیان و جوانمردان یا معتمدان یا ریش سفیدان محله به‌شمار می‌رفتند.
مؤلف تذکره الملوک در بیان مشاغل دوره صفویه از صاحب جمع قهوه‌خانه نام برده و نوشته‌است که قهوه دانهای طلا، نقره، مس، قرا آفتابه، قهوه بریان، پیاله و سینی تحویل مشارٌ‌الیه می‌شده همچنین برای وی مواجبی نیز تعیین می‌نمودند.
قهوه چی باشی به کسی گفته می‌شود که قهوه‌خانه یا آبدارخانه دربار را می‌گرداند و در دوره قاجار منصب قهوه‌چی باشی‌گری را فقط به خدمتگزاران صدیق و وفادار و معتمد خود اعطا می‌کردند.
در آغاز احتمالاً از سماور برای تهیه قهوه استفاده می‌شده‌است، اما بعدها که چای وارد ایران شد از آن برای آماده کردن چای نیز استفاده گردید.
اولین سماور ساخت روسیه در شهر تولا (Tula) در تاریخ ۱۸۲۰ میلادی ساخته شد، بعدها این شهر به عنوان مرکز تولید سماور روسیه مشهور گردید و تا تاریخ ۱۹۰۰ میلادی چهل کارخانه سماورسازی در آن فعالیت داشت. برخی از سماورهای روسی دارای مهرهایی به صورت منفرد یا مزدوج می‌باشند. این مهرها که اغلب دارای دارای تاریخ هستند نشان دهنده این است که کارخانه سازنده در نمایشگاه‌های برگزار شده در سال‌های مختلف امتیازهایی از طرف حکومت وقف کسب نموده و مهر مورد نظر به نوعی مشخص‌کننده کیفیت و اهمیت کالا بوده‌است.
برای اولین بار سماور در دوره سلطنت شاهرخ نوه نادر شاه افشار وارد ایران شد و تا پایان دوران صدارت امیر کبیر که وی صنعتگران ایرانی را به ساخت سماور تشویق کرد این وسیله از کالاهای وارداتی بود.
در اواخر دوره ناصرالدین شاه قاجار که نوشیدن چای عمومیت یافته بود، صنعت سماورسازی در شهرها و روستاها و در میان عشایر رونق گرفت و دواتگران در ابتدا ابزار کتابت را می‌ساختند، از آن پس انواع سماور و وسائل مربوط به آن مانند جام یا لگنچه و پارچ می‌ساختند.
گاهی سماور توسط ورشو سازان ماهر با آلیاژ نیکل و نقره ساخته می‌شد که همزمان با آن اسباب و وسائل تفننی برای نوشیدن چای نیر ابداع شد.

## کاربری
اولین سماورهای ساخته شده بسیار ساده بودند اما بعدها در شکل‌ها و اندازه‌های متنوع، بسته به نحوه استفاده مردم تولید گردیدند. بیشتر سماورهای کوچک در خانه‌ها و دفاتر مورد استفاده قرار می‌گرفتند و برخی از آن‌ها در اندازه‌های بزرگتر برای استفاده در مکان‌های عمومی مانند قهوه‌خانه‌ها، رستوران‌ها و قطارهای مسافر بری و چهارراه‌ها ساخته می‌شدند.
سماورهایی که بیشتر در حمل ونقل از آن‌ها استفاده می‌شد دسته و پایه‌هایشان تاشو بودند و برخی نیز محل خاصی برای پخت غذا داشتند.

## انواع
اینک انواع مختلف سماور از جنس برنج، نیکل، نقره، استیل و… ساخته می‌شود که در دوره‌های مختلف تغییراتی در این وسیله به وجود آمده‌است.
در ابتدا سماورها دارای ساختمانی بودند که عبارت از مخزنی برای جوش آوردن آب بود، اما میان مخزن سماورهای زغالی تنوره یا لوله‌های عمودی برای روشن کردن زغال در آن تعبیه شده بود، پس از آن همزمان با پیشرفت‌های تکنولوژی و استفاده از سوخت‌های نفت، گاز و انرژی الکتریکی، سماورهای نفتی، سماور گازی و سماور برقی تولید شد.
البته بعضی از سماورهای زغالی را نیز با اندکی تغییر و تعبیه یک مخزن نفت فیتیله دار در قسمت پایه تبدیل به نفتی می‌نمودند. اما امروزه در شهرهای بزرگ با جایگزین شدن انرژی گاز و برق به ندرت از سماورهای نفتی استفاده می‌شود.
نگاهی به تاریخچه کشت چای نشان می‌دهد که اولین بار در سال ۱۳۰۲ قمری، محمد حسین اصفهانی اقدام‌هایی برای وارد کردن تخم و بوته چای به عمل آورد که به نتیجه نرسید و پس از وی کاشف السلطنه برای وارد کردن بذر و نهال آن از هند اقدام کرد که در سال ۱۳۱۹ موفق شد اولین باغ چای را در لاهیجان با همکاری دولت احداث کند. از آن پس صرف چای که قبلاً تشریفاتی و به صورت تفننی به شکل یک رسم روزمره در هنگام صبحانه، نهار، شام و گاهی اوقات بین روز معمول گشت.
اکنون سماور یکی از وسائل ضروری است که بیشتر انواع گازی آن مورد استفاده منازل، شرکت‌ها، رستوران‌ها و… قرار می‌گیرد. مکان‌های عمومی و قطارها نیز از کتریهای بزرگ برقی استفاده می‌شود. خاطره خوش سماور موجب شده‌است که امروزه به عنوان یک عنصر تزئینی دیده شود.